# 黃登瀛
黃登瀛（1842年—1883年），又名滄洲，字秀夫、蓬行、詠篷，號松盦，嘉義縣大槺榔東堡北港街（雲林縣北港鎮共榮里）人，清朝政治人物、同進士出身。
光緒三年（1877年），参加丁丑科殿試，登進士三甲第33名。同年五月，經吏部掣簽，授即用山西知縣。